# دانشگاه آزاد اسلامی واحد پرند
دانشگاه آزاد اسلامی واحد پرند در ۳۲ کیلومتری بزرگراه تهران ساوه، واقع در جنوب غربی استان تهران در جوار فرودگاه بین‌المللی امام خمینی در شهر جدید پرند واقع شده‌است.

## تاریخچه
این واحد دانشگاهی در چهارم اسفند ماه سال ۱۳۷۸ به تصویب رسیده و در آبان ماه سال ۱۳۸۲ با پنج رشته تحصیلی بشرح مهندسی کامپیوتر نرم‌افزار، فناوری اطلاعات(IT)، زبان و ادبیات انگلیسی، زیست‌شناسی عمومی و زیست‌شناسی سلولی و مولکولی با تعداد ۵۶۰ نفر دانشجو تأسیس شده‌است.

## رشته‌ها و مقاطع تحصیلی
هم‌اکنون این دانشگاه با دارا بودن پنج رشته تحصیلی در مقطع کاردانی (حسابداری، کامپیوتر، مکانیک، گرافیک معماری) و یازده رشتهٔ کارشناسی ناپیوسته (مهندسی عمران، حسابداری، مهندسی کامپیوتر، مهندسی مکانیک، معماری، گرافیک (تصویرسازی)، تربیت بدنی-تکنولوژی ساختمان) و پانزده رشته کارشناسی پیوسته (مهندسی مکانیک، مهندسی عمران، مهندسی صنایع، مهندسی کامپیوتر نرم‌افزار، مهندسی کامپیوتر سخت‌افزار، مهندسی فناوری اطلاعات(IT)، مهندسی محیط زیست، مترجمی زبان انگلیسی، زبان و ادبیات انگلیسی،آموزش زبان انگلیسی، زیست‌شناسی عمومی، زیست‌شناسی سلولی و مولکولی، زیست فناوری، حسابداری، حقوق، مدیریت دولتی) و چهار رشته کارشناسی ارشد (صنایع (مدیریت بهره‌وری)، مکانیک (طراحی کاربردی)، زیست جانوری سلولی تکوینی، حسابداری) دارای قریب ۱۳۰۰۰هزار نفر دانشجوی فعال می‌باشد.

## امکانات آموزشی
این دانشگاه با بهره‌گیری از آزمایشگاه، کارگاه لابراتور در رشته‌های مختلف با امکانات مدرن و تجهیزات پیشرفته به دانشجویان خدمات می‌دهد.
مساحت سایت: بالغ بر ۸۴ هکتار است که با فضای آموزشی فعال به متراژ ۱۳۶۱۰ متر مربع و سلف سرویس مرکزی ۲۰۰۰ مترمربع که مورد استفاده قرار می‌گیرد.

## هیئت علمی
تعداد اعضای هیئت علمی تمام وقت و نیمه وقت این واحد ۱۶۶نفر و تعداد مدرس حق‌التدریس بالغ بر ۴۵۰ نفر می‌باشد.

## علمی

### تیم بتن
تیم بتن واحد پرند توانسته‌است هرساله در بین بهترین تیم‌های شرکت‌کننده در مسابقات باشد و مقام‌های زیادی (کسب دو مقام اولی در رشته سازه قاب محافظ تخم مرغEPD در سال ۱۳۸۷در مسابقات مرکز ملی مقاوم‌سازی دانشگاه بوعلی سینا و مسابقات انجمن بتن آمریکا شاخه ایران، کسب مقام دوم در رشته تکنولوژی بتن در مسابقات انجمن بتن ایران در سال ۱۳۸۸، کسب مقام شایسته تقدیر از مسابقات بتن سبک در دانشگاه تهران سال ۱۳۹۰ و …) را در گرایش‌های مختلف کسب نماید.در بیستمین دوره مسابقات ملی دانشجویی مؤسسه بتن آمریکا (ACI) شاخه ایران سه تیم دانشجویی دانشگاه آزاد اسلامی واحد پرند در سه گرایش بتن متخلخل، سازه محافظ تخم مرغ و توپ بولینگ، مقام سوم را کسب کردند. همچنین تیم بتن واحد در نخستین دوره مسابقات کشوری همایش بتن که دردانشگاه صنعتی نوشیروانی بابل برگزار شد در گرایش EPD موفق به کسب مقام سوم شد در دومین دوره از مسابقات کارون کاپ که با حضور بیش از ۱۷۰ تیم برگزار شد تیم واحد در گرایش EPD موفق به کسب مقام اول و در گرایش CUBE موفق به کسب مقام دوم شدند

### تیم رباتیک
تیم رباتیک دانشگاه آزاد اسلامی واحد پرند که از سال ۱۳۸۸ فعالیت خود را در لیگ ربات‌های فوتبالیست انسان‌نما آغاز کرد و تاکنون با مشارکت گروه‌های مختلف دانشجویی با حمایت دانشگاه در رقابت‌های علمی داخلی و خارجی در این لیگ حضور داشته و با تلاش‌های شبانه‌روزی موفقیت‌های زیادی کسب کرده‌است تیم رباتیک دانشگاه آزاد اسلامی واحد پرند در دهمین دوره مسابقات بین‌المللی ربوکاپ آزاد ایران توانست در لیگ مین یاب متوسط عنوان «بهترین ربات هوشمند» را به خود اختصاص داد.
مسابقات جهانی ربوکاپ از بیست و هشتم تیر ماه تا دوم مردادماه سال۱۳۹۳ در شهر ژوآپسائو برزیل برگزار شد تیم رباتیک فوتبالیست نوجوان دانشگاه آزاد اسلامی واحد پرند توانست پس از شکست تیم‌های صاحب نام دنیا برزیل، آمریکا، دانشگاه صنعتی امیرکبیر و کانادا پس از راه‌یابی به مرحله نیمه نهایی در مسابقات جام جهانی رباتیک برزیل ۲۰۱۴ مقام سوم را کسب کند.
همچنین این تیم پس از شرکت در مسابقات جهانی ربوکاپ ۲۰۱۵ چین در لیگ ربات‌های انسان نما سایز نوجوان توانست مقام قهرمانی جهان را کسب نماید. اعضای این تیم را فرزاد ندیری و احمد امیری وجدان تشکیل می‌دادند.
لیست افتخارات تیم ربات‌های انسان نمای دانشگاه آزاد پرند:
نایب قهرمانی در مسابقات بین‌المللی ربوکاپ آزاد ایران ۲۰۱۱ ربات‌های انسان نما سایز کودک
قهرمانی در مسابقات بین‌المللی ربوکاپ آزاد ایران ۲۰۱۳ ربات‌های انسان نما سایز نوجوان
مقام سوم جهانی در مسابقات ربوکاپ ۲۰۱۴ شهر ژوآپسائو برزیل ربات‌های انسان نما سایز نوجوان
قهرمانی در مسابقات بین‌المللی ربوکاپ آزاد ایران ۲۰۱۵ ربات‌های انسان نما سایز کودک
قهرمانی در مسابقات بین‌المللی ربوکاپ آزاد ایران ۲۰۱۵ ربات‌های انسان نما سایز نوجوان
قهرمانی در مسابقات ربوکاپ جهانی ۲۰۱۵ شهر هفی چین ربات‌های انسان نما سایز نوجوان
نایب قهرمانی در مسابقات بین‌المللی ربوکاپ آزاد ایران ۲۰۱۶ ربات‌های انسان نما سایز کودک

### فناوری اطلاعات
استارت آپ فرهیخت: فرهیخت نام نخستین استارت آپ دانشگاه آزاد اسلامی واحد پرند می‌باشد فرهیخت دانشگاه آنلاین است و دوره‌های آموزشی آنلاین برگزار می‌کند و هزاران دانشجو از این ایده استارتاپی روزانه بازدید می‌کنند و آموزش‌های تکمیلی درس خودشان را به جای حضور فیزیکی در کلاس درس در فضای مجازی می‌گذرانند.